# Xenuroturris cerithiformis
Xenuroturris cerithiformis é uma espécie de gastrópode do gênero Xenuroturris, pertencente a família Turridae.